# Isturgia spodiaria
Isturgia spodiaria is een vlinder uit de familie spanners (Geometridae). De wetenschappelijke naam is voor het eerst geldig gepubliceerd in 1832 door Lefebvre.
De soort komt voor in Europa.